# Torrie Wilson
Torrie Anne Wilson, född 24 juli 1975 i Boise, Idaho, är en amerikansk fotomodell, wrestlare och fitnesstävlare. Hon vann Miss Galaxy-tävlingen år 1998. I World Wrestling Entertainment tävlade hon mellan 2001 och 2008. Som modell har hon varit på omslaget av Playboy och FHM.